# 1811 au théâtre
| Années du théâtre : 1808 - 1809 - 1810 - 1811 - 1812 - 1813 - 1814    |
| Décennies du théâtre : 1780 - 1790 - 1800 - 1810 - 1820 - 1830 - 1840 |

## Pièces de théâtre représentées
- 21 février – La femme innocente, malheureuse et persécutée, ou l'époux crédule et barbare, pantomime en quatre actes de Michel-Nicolas Balisson de Rougemont, au Théâtre de l'impératrice.

## Décès
- 21 novembre : Heinrich von Kleist, écrivain, dramaturge et essayiste allemand, né le 18 octobre 1777.